# تپه و گورستان الیاسی احمد
تپه و قبرستان الیاسی احمد مربوط به سده‌های متاخر دوران‌های تاریخی پس از اسلام است و در شهرستان سرپل ذهاب، بخش مرکزی، دهستان پشت تنگ، ۱۵۰ متری جنوب روستای الیاس احمد واقع شده و این اثر در تاریخ ۲۷ اسفند ۱۳۸۷ با شمارهٔ ثبت ۲۶۴۴۹ به‌عنوان یکی از آثار ملی ایران به ثبت رسیده است.